# Al-Qadarif (Sudan)
Al-Qadarif (arabisch القضارف, DMG al-Qaḍārif), auch Gedaref (seltener Gadaref, Qadārif), ist die Hauptstadt des gleichnamigen sudanesischen Bundesstaates al-Qadarif.

## Lage
Die Stadt liegt auf 580 Metern Höhe im Osten des Sudan, rund 350 Kilometer von Khartum entfernt an der Straße nach Kassala. In der Stadt zweigt eine Straße ab, die über die äthiopische Grenze nach Gonder führt.

## Bevölkerung
Al-Qadarif hat 363.906 Einwohner nach einer Berechnung von 2010.
Bevölkerungsentwicklung:
| Jahr              | Einwohner |
| ----------------- | --------- |
| 1973 (Zensus)     | 66.465    |
| 1983 (Zensus)     | 119.002   |
| 1993 (Zensus)     | 191.164   |
| 2010 (Berechnung) | 363.906   |

## Geschichte
Die Stadt al-Qadarif wurde von arabischen Nomadenstämmen als Marktplatz gegründet, wo einheimische Stämme und andere Waren austauschen konnten. Während der Herrschaft der Osmanen wurde die Stadt Verwaltungszentrum und Sitz von Militärverbänden. Die Mahdisten behielten den Status der Stadt bei und nutzten sie als Ausgangsbasis zur weiteren Eroberung der umgebenden Gebiete.

## Wirtschaft
Die Region um die Stadt gehört zu den fruchtbarsten Sudans, so dass Sesam, Sorghum, Erdnüsse, Gummi arabicum und Sonnenblumen sowohl für den lokalen Bedarf als auch für den Export angebaut werden. Für die landwirtschaftliche Produktion ist keine künstliche Bewässerung nötig, da aufgrund der Nähe des äthiopischen Hochlandes ausreichend Niederschlag fällt. Auch wurde seit 1954 die Mechanisierung der Landwirtschaft vorangetrieben, so dass die hohe Produktivität, neben der guten Infrastruktur, Investoren anzieht und die Region als Kornkammer Sudans gilt.
Der Flugplatz al-Qadarif (IATA-Code: GSU) hat eine etwa 1000 Meter lange, unbefestigte Start- und Landebahn und liegt nordwestlich der Stadt.

## Bildung
In der Stadt befindet sich die Universität al-Qadarif.

## Sehenswürdigkeiten
Neben dem zentralen Markt empfiehlt sich eine Besichtigung des großen Getreide-Silos (somat al-ghilal), das sich in einem Randbezirk der Stadt befindet und die starke landwirtschaftliche Prägung der Stadt verdeutlicht.

## Städtepartnerschaft
- Eindhoven in den Niederlanden

## Klimatabelle
|                       | Jan  | Feb  | Mär  | Apr  | Mai  | Jun  | Jul  | Aug  | Sep  | Okt  | Nov  | Dez  |   |      |
| Mittl. Tagesmax. (°C) | 35,0 | 36,2 | 38,5 | 40,1 | 39,7 | 36,9 | 32,6 | 31,0 | 32,6 | 36,6 | 37,0 | 35,2 | ⌀ | 35,9 |
| Mittl. Tagesmin. (°C) | 17,2 | 18,2 | 20,8 | 23,7 | 24,4 | 22,9 | 21,5 | 20,8 | 21,0 | 21,5 | 20,9 | 18,3 | ⌀ | 20,9 |
|                       |      |      |      |      |      |      |      |      |      |      |      |      |   |      |
| Niederschlag (mm)     | 0    | 0    | 1    | 4    | 31   | 84   | 161  | 193  | 113  | 22   | 5    | 0    | Σ | 614  |
|                       |      |      |      |      |      |      |      |      |      |      |      |      |   |      |
| Luftfeuchtigkeit (%)  | 34   | 32   | 24   | 22   | 32   | 44   | 61   | 71   | 64   | 46   | 33   | 34   | ⌀ | 41,5 |

| 17,2 |

| 18,2 |

| 20,8 |

| 23,7 |

| 24,4 |

| 22,9 |

| 21,5 |

| 20,8 |

| 21,0 |

| 21,5 |

| 20,9 |

| 18,3 |

| 17,2 |

| 18,2 |

| 20,8 |

| 23,7 |

| 24,4 |

| 22,9 |

| 21,5 |

| 20,8 |

| 21,0 |

| 21,5 |

| 20,9 |

| 18,3 |